# Beschermende groep
In de organische chemie is een beschermende groep of beschermgroep (in het Engels een protecting group genoemd) een tijdelijke toevoeging aan een molecule tijdens een organische synthese. Een beschermende groep wordt toegepast als de oorspronkelijke functionele groep niet bestand is tegen de reactie-omstandigheden van een van de daaropvolgende reactiestappen. Zodoende kan de functionele groep tijdelijk gedeactiveerd worden. Na afloop van de reactie kan de beschermde groep weer worden omgezet in de oorspronkelijke functionele groep. Vaak zijn voor een bepaalde functionele groep meerdere beschermende groepen voorhanden, zodat op basis van het type reactie een adequate keuze kan gemaakt worden.
Het gebruik van functionele groepen vormt een onderdeel van de regio- en chemoselectiviteit van een organische synthese.

## Geschiedenis
De geschiedenis van het gebruik van beschermende groepen is onlosmakelijk verbonden met het gebruik van verschillende precursors voor de synthese van één welbepaalde molecule. De vroege beschermende groepen hadden tot doel om de uitgangsverbinding zodanig te kiezen dat een reactieve site werd geblokkeerd door een bepaalde restgroep en daarin onreactief werd. Zo werden bijvoorbeeld anisolen in plaats van fenolen gekozen als uitgangsstof, omdat het zure proton van de fenolische hydroxylgroep vervangen werd als methylgroep.
Aan het begin van de 20e eeuw kende de organische synthese een sterk groei richting complexe moleculen en werd het gerichte gebruik van beschermende groepen belangrijker. Vanaf 1960 begon men met het gericht onderzoek naar beschermende groepen, hun werking en hun synthese. Van bijzonder belang zijn de bijdragen van Albert Eschenmoser en van Nobelprijswinnaars Robert Burns Woodward en Elias James Corey, die pioniers waren op het vlak van de complexe bio-organische synthese.
Tegenwoordig bestaat er een enorme verscheidenheid aan beschermende groepen voor allerhande functionele groepen.

## Principe en eisen
Een schematisch voorbeeld bij het gebruik van een beschermende groep wordt hieronder voorgesteld:
In bovenstaand geval bezit de molecule twee reactieve plaatsen, die beiden kunnen reageren met een bepaald reagens (groen). Om reactie te voorkomen op de linker functionaliteit, wordt een beschermende groep ingevoerd (blauw), die selectief deze functionele groep kan afschermen voor de inwerking van het reagens. Na reactie kan de beschermende groep weer worden verwijderd en wordt het eindproduct verkregen.
Als zodanig moet een bepaalde beschermende groep aan een aantal eisen voldoen:
- De beschermende groep moet zeer selectief reageren met een bepaalde functionele groep in voldoende hoge opbrengst.
- De beschermende groep moet bestand zijn tegen verdere chemische manipulaties aan andere functionele groepen.
- De beschermende groep moet selectief en in hoge opbrengst verwijderd kunnen worden (deze stap wordt de ontscherming genoemd).

De invoering van een beschermende groep brengt vaak extra reactiestappen met zich mee. Dit wordt, indien mogelijk, meestal vermeden, omdat het rendement van de volledige syntheseroute hiermee significant daalt. Bovendien is het invoeren van een beschermgroep een niet-atoomeconomische stap: de atomen uit de beschermgroep komen doorgaans niet in het eindproduct terecht en dragen dus niet bij tot de complexiteit van de eindverbinding.
Daarnaast spelen enkele andere factoren ook een rol:
- Het beschermend reagens moet relatief goedkoop en goed beschikbaar zijn.
- De bescherming mag geen aanleiding geven tot vorming van een nieuw stereogeen centrum.
- De beschermende groep moet eenvoudig op te merken zijn in NMR-spectra, zodat optimale karakterisatie mogelijk is.

### Voorbeeld
In het voorbeeld hieronder wordt lithiumaluminiumhydride (LiAlH4) gebruikt als zeer reactieve reductor om een ester te reduceren tot een alcohol:
Maar LiAlH4 reageert ook met carbonylgroepen, zoals in ketonen. Om te vermijden dat reductie plaatsgrijpt aan het keton, wordt die eerst met 1,2-ethaandiol in een cyclisch acetaal omgezet, dat niet met het hydride reageert. Het cyclisch acetaal is dus de beschermende groep. Daarna wordt de reductie tot het gewenste alcohol doorgevoerd, en ten slotte wordt de beschermende acetaalgroep verwijderd. Dit gebeurt door behandeling met een zure waterige oplossing. Indien men geen gebruik zou maken van een beschermende groep, zou de reactie met lithiumaluminiumhydride resulteren in een reductie van beide carbonylfunctionaliteiten.

## Voorbeelden
- Acetalen voor aldehyden en ketonen
- Acetaat voor anilines
- tosylaat voor alcoholen en amines
- Benzylester voor zuren